# Saint-Josse
Saint-Josse település Franciaországban, Pas-de-Calais megyében. Lakosainak száma 1055 fő (2022. január 1.). Saint-Josse Étaples, Bréxent-Énocq, La Calotterie, Cucq, Merlimont, Saint-Aubin, Sorrus és Tubersent községekkel határos.

## Népesség
A település népessége az elmúlt években az alábbi módon változott:
| Lakosok száma | 1160 | 1152 | 1173 | 1136 | 1128 | 1130 | 1105 | 1080 | 1055 |
|               | 2013 | 2015 | 2016 | 2017 | 2018 | 2019 | 2020 | 2021 | 2022 |